# Кентрозавр
Кентрозавр (лат. Kentrosaurus, от др.-греч. κέντρον — «стрекало, жало, остриё» и σαῦρος — «ящерица») — род позднеюрских травоядных динозавров, живший на Земле 155,7—150,8 млн лет назад. Включает один вид сравнительно небольших представителей семейства стегозаврид.

## Описание
Кентрозавры передвигались на четырёх конечностях, но, вероятно, могли вставать на задние лапы, дотягиваясь за пищей до высоких веток. Голова маленькая, мозговая полость в черепе не более 6 см. Длина выставленного в берлинском Музее естественной истории им. Гумбольдта экземпляра 4,5 м, высота 1,5 м, но отдельные найденные кости позволяют предполагать, что кентрозавры могли достигать 5,5 м. Хвост, состоящий из 40 позвонков, составляет чуть больше половины длины тела.
Вдоль всего тела от головы до кончика хвоста тянулись два ряда костных образований, которые служили защитой от хищников. На шее и передней части туловища шли плоские и широкие пластины, аналогичные пластинам стегозавра, далее до конца хвоста, всё более длинные копьеобразные шипы. Гибкий хвост, в сочетании с расположенными на нём шипами, вероятно, представлял грозное оружие обороны. На плечах животного находилась дополнительная пара торчащих в стороны длинных шипов.
Строение челюстей кентрозавра плохо приспособлено для жевания, вероятно, животные заглатывали пищу большими порциями, не пережёвывая её. Вероятно, функцию измельчения пищи брали на себя гастролиты — камни, которые некоторые рептилии и динозавры заглатывают для этой цели. Однако, в случае с кентрозавром, гастролиты найдены не были.

## Открытие и изучение

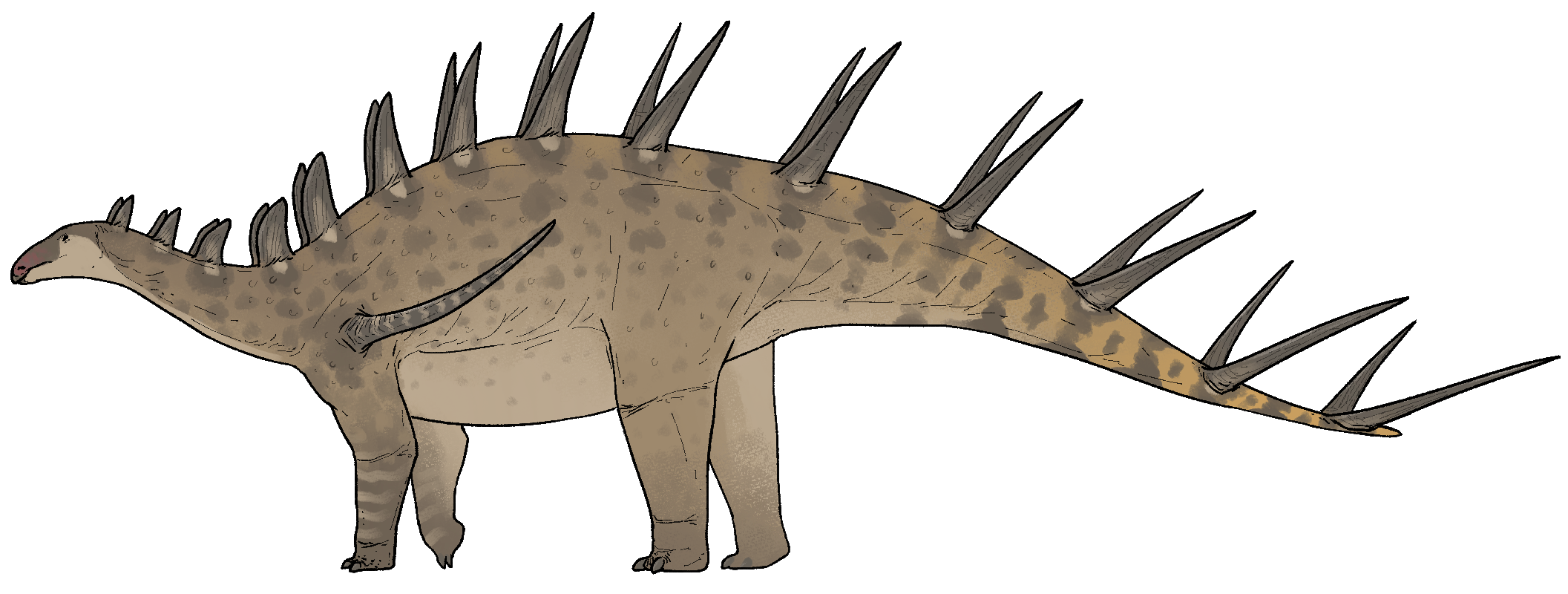
Реконструкция внешнего облика

Остатки кентрозавра были обнаружены германскими учёными в ходе Восточно-Африканской экспедиции в Таньганьику (современная Танзания) в 1909 году. В 1910 году руководивший экспедицией палеонтолог и геолог Вернер Яненш предположил в них остатки неизвестного представителя стегозаврид, а в 1915 году принимавший участие в экспедиции палеонтолог Эдвин Хенниг описал этот новый вид.
В течение четырёх полевых сезонов было собрано около 1200 костей этого динозавра, но полного скелета обнаружить не удалось. Несмотря на это, найденные фрагменты, где кости и даже защитные кожные шипы находились в естественном сочленении, позволили точно восстановить внешний облик кентрозавров и собрать два скелета.
Один полный скелет был установлен в 1925 году в берлинском Музее естественной истории им. Гумбольдта. В 2006 году он был разобран и смонтирован в несколько изменённой позе, что более соответствует современным представлениям о физиологии этих животных. Другой (неполный) скелет находится в геологическом музее Тюбингенского университета Эберхарда Карла. Из собранных экспедицией костей кентрозавра большая часть погибла во время Второй мировой войны.

## Видовой состав
Род включает только один вид Kentrosaurus aethiopicus, обнаруженный в позднеюрской свите Тендагуру (Tendaguru formation). Найденные в 1914 году Чарльзом Гилмором в Вайоминге фрагменты динозавра Stegosaurus longispinus были предложены как североамериканский род кентрозавров. Но это гипотеза не нашла поддержки у большинства специалистов.